# Connected Limited Device Configuration
Konfiguracja CLDC (ang. Connected Limited Device Configuration) jest jedną z dwóch, obok CDC (ang. Connected Device Configuration), ograniczonych konfiguracji środowiska Java ME zdefiniowanych przez Java Community Process.
Konfiguracja CLDC jest przeznaczona dla urządzeń wyposażonych w około 512 kB pamięci i pracujących z 16- lub 32-bitowymi procesorami, czyli np. dla telefonów komórkowych, notesów elektronicznych czy pagerów.